# .hack//SIGN
.hack//SIGN — аниме-сериал, выпущенный в 2002 году студией Bee Train и считающийся (наряду с «Нуар») наиболее известной работой студии. SIGN является хронологически самым ранним аниме в мультимедийном проекте .hack и приквелом к одноимённой игровой тетралогии и одновременно к другому аниме той же студии — .hack//Liminality. После успеха сериала в Японии и за рубежом увидели свет также три OVA, две из которых — .hack//Intemezzo и .hack//Unison — считаются дополнительными сериями SIGN. Третья, .hack//GIFT зачастую рассматривается как независимая работа, хотя в целом следует общей стилистике прообраза.
.hack//SIGN стало «дедушкой» аниме про MMO-игры, таких как Sword Art Online и Log Horizon.

## Сюжет
В близком будущем в Интернете существует чрезвычайно популярная ролевая игра под названием «The World» («Мир»). Сюжет сериала развивается вокруг Цукасы, по неизвестной причине оказавшемся в «Мире» и не способном выйти. С появлением Цукасы в «Мире» происходит множество загадочных событий, грозящих нарушить сложившийся в игре порядок вещей. Группа игроков, каждый из которых преследует свою цель, пытается разгадать тайну Цукасы.

## Персонажи
Цукаса (яп. 司)
Сэйю: Мицуки Сайга
Субару (яп. 昴)
Сэйю: Каори Надзука
Мимиру (яп. ミミル)
Сэйю: Мэгуми Тоёгути
Бир
Сэйю: Кадзухиро Наката
БиТи
Сэйю: Акико Хирамацу
Сора (яп. 楚良)
Сэйю: Хироси Янака

## Музыка
Открывающая тема
- «Obsession»

Исполняет: See-Saw
Закрывающая тема
- «Yasashii Yoake»

Исполняет: See-Saw

## Восприятие
Сюжет аниме развивается медленно. .hack отличается от вышедших позже Sword Art Online и Log Horizon более проработанной атмосферой и «живыми» персонажами, хотя игровой мир при этом прописан довольно условно. Авторам аниме удалось показать скрывающихся за игровыми персонажами живых людей с их стремлениями и проблемами из реальной жизни.
По данным японского веб-сайта Anihabara! аниме попало в первую десятку по популярности в мае 2002 года.